# Neoclasicismo musical del siglo XX

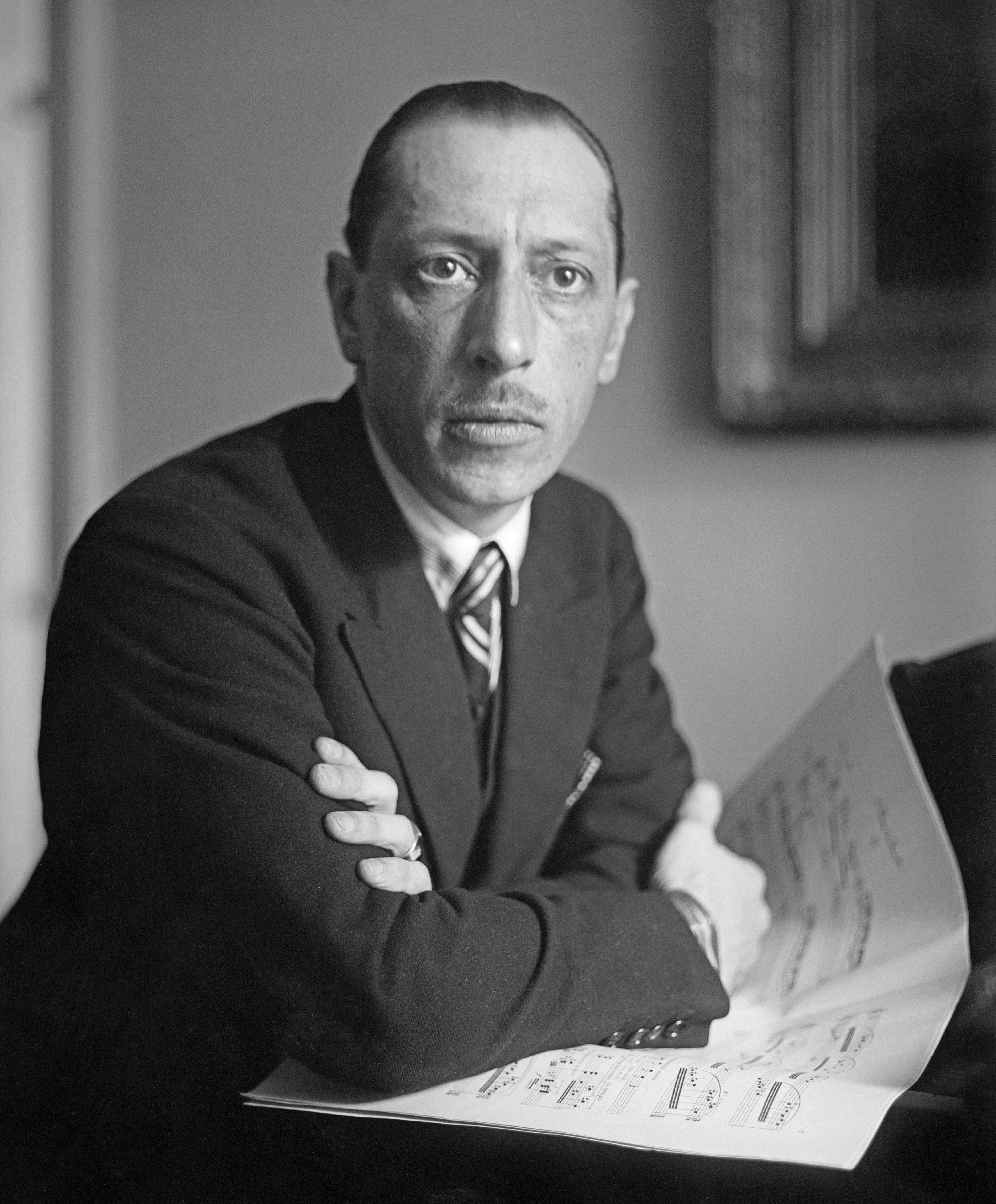
Igor Stravinsky, uno de los más importantes e influyentes compositores del.

El neoclasicismo es una corriente de la música contemporánea de los siglos XX y XXI que se manifestó especialmente en el periodo de entreguerras, en las décadas 1920 y 1940. Sus características son un retorno a los grupos instrumentales pequeños (de cámara) en lugar de la gran orquesta; uso de la técnica del concerto grosso; énfasis sobre las cualidades contrapuntísticas; y la elusión de la expresión "emocional" típica del romanticismo que surgió durante muchos años.
En esta corriente los compositores intentaron volver a los preceptos estéticos asociados con el concepto de "clasicismo" en sentido amplio, a saber, orden, equilibrio, claridad, economía y contención emocional. Como tal, el neoclasicismo fue una reacción contra el emocionalismo desenfrenado y la falta de forma percibida del romanticismo tardío, así como una "llamada al orden" tras el fermento experimental de las dos primeras décadas del siglo XX. El impulso neoclásico se expresó en características como el uso de fuerzas escénicas reducidas, un énfasis en el ritmo y en la textura contrapuntística, una armonía tonal actualizada o ampliada y una concentración en la música absoluta en contraposición a la música programática romántica.
Después de la Primera Guerra Mundial varios compositores (como Ígor Stravinski y Paul Hindemith) realizaron composiciones donde se notaba una apelación a los cánones del clasicismo de la Primera Escuela de Viena (de Haydn y Mozart) y del barroco, especialmente Johann Sebastian Bach, aunque con una armonía mucho más disonante y rítmicas irregulares. Ese movimiento o tipo de música se denominó "neoclasicismo".

## Historia
Se considera generalmente que el neoclasicismo se inicia con una obra de Stravinsky, Pulcinella (con referencias a Pergolesi, 1920), y obras sucesivas, como en el Concierto para piano e instrumentos de viento (con referencias a Bach, Händel y Scarlatti, 1924), la Sonata para piano (con referencias a Bach, 1924), la Serenata en La para piano (con referencias que van desde Scarlatti a Debussy, 1925), el Capriccio para piano y orchestra (con referencias a Weber, 1929), el Concierto Dumbarton Oaks (con referencias a Bach, 1938), The Rake's Progress (con referencias a Mozart, 1951), Perséphone (con referencias a Gluck, 1934), El beso del hada (con referencias a Chaikovski, 1928), Oedipus Rex (con referencias que van desde Händel a Verdi, 1927), Apollo (con referencias a Lully, 1928), Jeu de cartes (con referencias a Rossini, 1937) y que se cerrará con los Requiem Canticles, obra en que las referencias son al propio dodecafonismo, y que muchos consideran como una obra puramente tal.
Muchos músicos en esos años escribieron obras que podrían considerarse adscritas a esta tendencia. Prokófiev, por ejemplo, en 1918 ya había compuesto un antecedente claro, la Sinfónica clásica. Ravel firma obras de difícil adscripción estilística, siempre entre el impresionismo y el neoclasicismo, su vinculación no obstante con esta última estética es especialmente expresa en "Le tombeau de Couperin", "Valses nobles y sentimentales", "La Valse" y sus dos conciertos para piano.
En Francia, por esos años, el Grupo de los Seis está en  actividad y tres de sus integrantes, Francis Poulenc, Arthur Honegger y Darius Milhaud puede considerarse que componen obras neoclásicas. También lo hacen Henri Sauguet y Charles Koechlin. El neoclasicismo gozaría de una amplia presencia en Italia, donde encontramos a Alfredo Casella, Gian Francesco Malipiero, Ildebrando Pizzetti o Giorgio Federico Ghedini. 
En España, el Concierto para clave, flauta, oboe, clarinete, violín y violonchelo neoclásico de Manuel de Falla de 1926 fue percibido como una expresión de "universalismo", ampliamente vinculado a una estética internacional y modernista. En el primer movimiento del concierto, Falla cita fragmentos del villancico del siglo XV "De los álamos, vengo madre". De forma similar, había incorporado citas de música del siglo XVII cuando abrazó por primera vez el neoclasicismo en la obra de teatro de marionetas El retablo de maese Pedro] (1919-23), una adaptación de la obra de Cervantes Don Quijote. Composiciones neoclásicas posteriores de Falla incluyen la cantata de cámara de 1924 Psyché y música incidental para la obra de Pedro Calderón de la Barca, El gran teatro del mundo, escrita en 1927. Luego, la Generación de la República (también conocida como Generación del 27) le seguirá. Ernesto Halffter con la Sinfonietta (1927), su hermano Rodolfo, con el ballet Don Lindo de Almeria y las Sonatas del Escorial, y Gustavo Pittaluga y Salvador Bacarisse. A finales de los años veinte y principios de los treinta, Roberto Gerhard compuso en estilo neoclásico, incluyendo su Concertino para cuerdas, el Quinteto de viento, la cantata L'alta naixença del rei en Jaume, y el ballet Ariel. Otros importantes compositores neoclásicos españoles entre los miembros de la Generación del 27, como Julián Bautista, Fernando Remacha, Salvador Bacarisse, y Jesús Bal y Gay.
El neoclasicismo alemán fue desarrollado por Paul Hindemith, que produjo música de cámara, obras orquestales y óperas en un estilo fuertemente contrapuntístico y cromático, cuyo mejor ejemplo es Mathis der Maler. Roman Vlad contrapone el "clasicismo" de Stravinsky, que consiste en las formas y patrones externos de sus obras, a la "clasicidad" de Busoni, que representa una disposición y actitud internas del artista hacia las obras. Busoni escribió en una carta a Paul Bekker: "Por 'joven clasicismo' entiendo el dominio, la criba y la vuelta a la cuenta de todos los logros de experimentos anteriores y su inclusión en formas fuertes y bellas". Otro de los compositores tradicionalmente considerado neoclásico es Hindemith, que se fija al inicio sobre todo en el barroco. Obras suyas como das marienleben o la serie de los Kammermusik irán evolucionando hasta su obra maestra Matías el pintor.
La estética neoclásica fue promovida en Italia por Alfredo Casella, que se había educado en París y siguió viviendo allí hasta 1915, cuando regresó a Italia para enseñar y organizar conciertos, presentando al público italiano de mentalidad provinciana a compositores modernistas como Stravinsky y Arnold Schoenberg. Sus composiciones neoclásicas fueron quizás menos importantes que sus actividades organizativas, pero entre los ejemplos especialmente representativos se encuentran Scarlattiana de 1926, que utiliza motivos de las sonatas para teclado de Domenico Scarlatti, y el Concerto romano del mismo año. El colega de Casella Mario Castelnuovo-Tedesco escribió obras con influencias neoclásicas que se remontan a la música italiana antigua y a modelos clásicos: los temas de su Concerto italiano en sol menor de 1924 para violín y orquesta recuerdan a Vivaldi, así como a canciones populares italianas de los siglos XVI y XVII, mientras que su exitoso Concierto para guitarra n.º 1 en re de 1939 es consciente de la importancia de la música clásica. 1 en Re, de 1939, sigue conscientemente el estilo concertante de Mozart.

## Análisis musicológico
Según la musicología actual, el término "música clásica" se refiere únicamente a la música del clasicismo (1750-1803 aprox.), inspirada en los cánones estéticos grecorromanos de equilibrio en la forma y moderación en la dinámica y la armonía...
Los músicos del periodo neoclásico solían utilizar técnicas compositivas formales que reflejaban un deseo de orden y control. También se inspiraron en estilos musicales del pasado, incluidas formas barrocas como las fugas y técnicas como el contrapunto, para crear sus piezas. 
El neoclasicismo surgió cuando las nuevas ideas sobre cómo debía componerse la música se afianzaron en toda Europa.
Pero no basta con describir el neoclasicismo por su retorno a la tradición o su atención a las teorías tradicionales. La "Segunda Escuela de Viena" (aunque no siguió la dodecafonía de Schoenberg) se desarrolló al mismo tiempo que el neoclasicismo, pero independientemente de él. El paso del expresionismo de Arnold Schoenberg al neoclasicismo llevó a los compositores de la época a abandonar prácticamente sus experimentos musicales con el caos y la disonancia y a adoptar de nuevo el orden, la seguridad y la belleza de la teoría musical clásica···.
Comúnmente se llama "música clásica" al tipo de música que se contrapone a la música popular y a la folclórica. Esto puede comprobarse en los medios de comunicación, en las revistas de divulgación musical y los folletos que acompañan a los CD de música académica. Para definir ese tipo de música que se relaciona con los estudios en conservatorios y universidades, los musicólogos prefieren el término "música académica".
Como los antiguos griegos y romanos no pudieron inventar maneras de conservar la música (mediante soportes gráficos como partituras o soportes sonoros como grabadores), el neoclasicismo de los siglos XVIII y XIX como resurgimiento de las artes clásicas grecorromanas (arquitectura, escultura, pintura) no alcanzó a la música.
De todos modos los músicos de fines del siglo XVIII, influenciados sin duda por el arte y la ideología de la época, trataron de generar un estilo de música inspirado en los cánones estéticos grecorromanos:
- notable maestría de la forma,
- moderación en el uso de los artificios técnicos (en el barroco, el contrapunto y la armonía habían llegado a un punto que el público consideraba extravagante),
- suma reserva en la expresión emocional.

### Instrumentación
En la instrumentación, el neoclasicismo encontró una expresión natural en los instrumentos del siglo XVIII.
Instrumentos de viento como el clarinete y las trompas de metal sustituyeron a menudo a los oboes, mientras que los conjuntos de cuerda utilizaron cuerdas de calibre más ligero para conseguir una textura acorde con la época, en contraposición a las cuerdas modernas, más gruesas, de violín/viola, que producen mayor volumen pero sacrifican calidez.
Esta textura puede escucharse en las obras operísticas italianas de Antonio Vivaldi, que empleó flauta y oboe en lugar de la tradicional flauta dulce clásica o barroca en su obra maestra operística "Las cuatro estaciones".
La instrumentación también era diferente a la anterior, ya que incluía la atonalidad, que cobró mayor protagonismo tras el fin de la Primera Guerra Mundial, cuando muchos artistas sintieron que necesitaban expresarse de forma diferente a lo que la música tonal tradicional había estado ofreciendo hasta entonces.
Los teclados eléctricos y los pianos acústicos desempeñaron un papel importante en la música neoclásica, y las cuerdas ocuparon un lugar destacado en las obras neoclásicas, especialmente el violín o la viola, con los violonchelos doblando en las partes graves.

## Compositores neoclásicos
Algunos compositores a continuación pueden tener solo música escrita en un estilo neoclásico durante una parte de sus carreras.
- Béla Bartók
- Arthur Berger
- Carlos Chávez[17]
- Salvador Contreras
- Pierre Gabaye
- Harald Genzmer
- Giorgio Federico Ghedini
- Vagn Holmboe
- Stefan Kisielewski
- Iša Krejčí
- Ernst Krenek
- Bohuslav Martinů
- Marcel Mihalovici
- Carl Orff
- Giorgio Pacchioni
- Goffredo Petrassi
- Gabriel Pierné[18][19][20]
- Serguéi Prokófiev
- Maurice Ravel
- Silvestre Revueltas
- Knudåge Riisager
- Albert Roussel
- Harold Shapero
- Dmitri Shostakóvich
- Richard Strauss
- Ígor Stravinski
- Germaine Tailleferre
- Alexandre Tansman
- Michael Tippett
- Dag Wirén

## Construcción de órganos
En la construcción de órganos, el neoclasicismo se refiere a un tipo de instrumento que fue dominante, especialmente en Francia entre 1925 y 1975, aproximadamente, y que busca combinar elementos sonoros del barroco francés (“clásico”), del romántico francés y del barroco del norte de Alemania con la tecnología más moderna (“l'orgue néoclassique”). Este movimiento alcanzó su apogeo en el movimiento del órgano después de la Segunda Guerra Mundial.